# Medeoloideae
Medeoloideae, biljna potporodica, dio porodice ljiljanovki. Postoje dva priznata roda rasprostranjenih po umjerenoj i suptropskoj Aziji i Sjevernoj Americi

## Rodovi
1. Clintonia Raf.
2. Medeola Gronov. ex L.

## Sinonimi
- Medeoleae Benth., 1883
- Medeolinae S.Watson, 1879
- Medeolaceae Takht., 1987